# Махаффи, Рэндольф
Рэндольф «Рэнди» Махаффи (англ. Randolph "Randy" Mahaffey; род. 28 сентября 1945 года в Ла-Грейндже, Джорджия, США) — американский профессиональный баскетболист, который играл в Американской баскетбольной ассоциации, отыграв четыре из девяти сезонов её существования.

## Ранние годы
Рэндольф Махаффи родился 28 сентября 1945 года в городе Ла-Грейндж (штат Джорджия), там он учился в одноимённой средней школе, в которой играл за местную баскетбольную команду.